# Épenoy
Épenoy est une commune française située dans le département du Doubs, la région culturelle et historique de Franche-Comté et la région administrative Bourgogne-Franche-Comté. 
Les habitants se nomment les Spinoyens et Spinoyennes.

## Géographie

### Toponymie
Spinetum en 1118 ; Espiney en 1147 ; Espenoy, Espenois au XIIIe siècle ; Spinosus locus en 1590, Epenoy depuis le XIXe siècle.
L'adjectif latin spinetus, servant à désigner les premières agglomérations à la fin du XIe siècle, est expressif : un lieu particulièrement épineux !

### Climat
Pour des articles plus généraux, voir Climat de la Bourgogne-Franche-Comté et Climat du Doubs.
En 2010, le climat de la commune est de type climat de montagne, selon une étude du Centre national de la recherche scientifique s'appuyant sur une série de données couvrant la période 1971-2000. En 2020, Météo-France publie une typologie des climats de la France métropolitaine dans laquelle la commune est exposée à un climat de montagne ou de marges de montagne et est dans la région climatique  Jura, caractérisée par une forte pluviométrie en toutes saisons (1 000 à 1 500 mm/an), des hivers rigoureux et un ensoleillement médiocre. 
Pour la période 1971-2000, la température annuelle moyenne est de 8 °C, avec une amplitude thermique annuelle de 16,5 °C. Le cumul annuel moyen de précipitations est de 1 417 mm, avec 13,4 jours de précipitations en janvier et 10,9 jours en juillet. Pour la période 1991-2020, la température moyenne annuelle observée sur la station météorologique installée sur la commune est de 9,2 °C et le cumul annuel moyen de précipitations est de 1 363,0 mm. 
La température maximale relevée sur cette station est de 36,4 °C, atteinte le 7 août 2003 ; la température minimale est de −18,8 °C, atteinte le 5 février 2012,,. 
| Mois                                  | jan.           | fév.           | mars           | avril         | mai           | juin          | jui.           | août           | sep.           | oct.          | nov.            | déc.           | année      |
| ------------------------------------- | -------------- | -------------- | -------------- | ------------- | ------------- | ------------- | -------------- | -------------- | -------------- | ------------- | --------------- | -------------- | ---------- |
| Température minimale moyenne (°C)     | −1,8           | −1,8           | 0,8            | 3,7           | 7,5           | 10,9          | 12,9           | 12,8           | 9,3            | 6,4           | 1,8             | −0,8           | 5,1        |
| Température moyenne (°C)              | 1,3            | 1,6            | 4,8            | 8,3           | 12,1          | 15,8          | 17,7           | 17,6           | 13,7           | 10,3          | 5,1             | 2,2            | 9,2        |
| Température maximale moyenne (°C)     | 4,4            | 5,1            | 8,9            | 12,9          | 16,8          | 20,7          | 22,6           | 22,3           | 18,1           | 14,3          | 8,4             | 5,2            | 13,3       |
| Record de froid (°C) date du record   | −16,6 25.01.00 | −18,8 05.02.12 | −17,3 01.03.05 | −7,9 08.04.03 | −2,3 06.05.19 | −0,4 02.06.06 | 4,9 24.07.1999 | 3,2 29.08.1998 | 0,3 30.09.1995 | −7,1 25.10.03 | −12 22.11.1998  | −17,7 20.12.09 | −18,8 2012 |
| Record de chaleur (°C) date du record | 20,1 30.01.02  | 18,7 24.02.21  | 22,7 31.03.21  | 25,2 28.04.12 | 30 25.05.09   | 35,3 18.06.22 | 35,7 24.07.19  | 36,4 07.08.03  | 30,2 11.09.23  | 28,4 07.10.09 | 22,8 12.11.1995 | 17,3 24.12.12  | 36,4 2003  |
| Précipitations (mm)                   | 99,5           | 87,3           | 94             | 100,2         | 140,9         | 119,9         | 113,7          | 129,5          | 111,4          | 126,8         | 115,2           | 124,6          | 1 363      |

| Diagramme climatique                                  |             |          |              |              |               |               |               |              |              |             |              |
| J                                                     | F           | M        | A            | M            | J             | J             | A             | S            | O            | N           | D            |
| 4,4−1,899,5                                           | 5,1−1,887,3 | 8,90,894 | 12,93,7100,2 | 16,87,5140,9 | 20,710,9119,9 | 22,612,9113,7 | 22,312,8129,5 | 18,19,3111,4 | 14,36,4126,8 | 8,41,8115,2 | 5,2−0,8124,6 |
| Moyennes : • Temp. maxi et mini °C • Précipitation mm |             |          |              |              |               |               |               |              |              |             |              |

Les paramètres climatiques de la commune ont été estimés pour le milieu du siècle (2041-2070) selon différents scénarios d'émission de gaz à effet de serre à partir des nouvelles projections climatiques de référence DRIAS-2020. Ils sont consultables sur un site dédié publié par Météo-France en novembre 2022.

## Urbanisme

### Typologie
Au 1er janvier 2024, Épenoy est catégorisée bourg rural, selon la nouvelle grille communale de densité à 7 niveaux définie par l'Insee en 2022.
Elle est située hors unité urbaine. Par ailleurs la commune fait partie de l'aire d'attraction de Valdahon, dont elle est une commune de la couronne,. Cette aire, qui regroupe 22 communes, est catégorisée dans les aires de moins de 50 000 habitants,.

### Occupation des sols
L'occupation des sols de la commune, telle qu'elle ressort de la base de données européenne d’occupation biophysique des sols Corine Land Cover (CLC), est marquée par l'importance des territoires agricoles (68,7 % en 2018), en diminution par rapport à 1990 (70,9 %). La répartition détaillée en 2018 est la suivante : 
prairies (37,8 %), zones agricoles hétérogènes (30,9 %), forêts (24,5 %), milieux à végétation arbustive et/ou herbacée (3,8 %), zones urbanisées (3 %). L'évolution de l’occupation des sols de la commune et de ses infrastructures peut être observée sur les différentes représentations cartographiques du territoire : la carte de Cassini (XVIIIe siècle), la carte d'état-major (1820-1866) et les cartes ou photos aériennes de l'IGN pour la période actuelle (1950 à aujourd'hui).

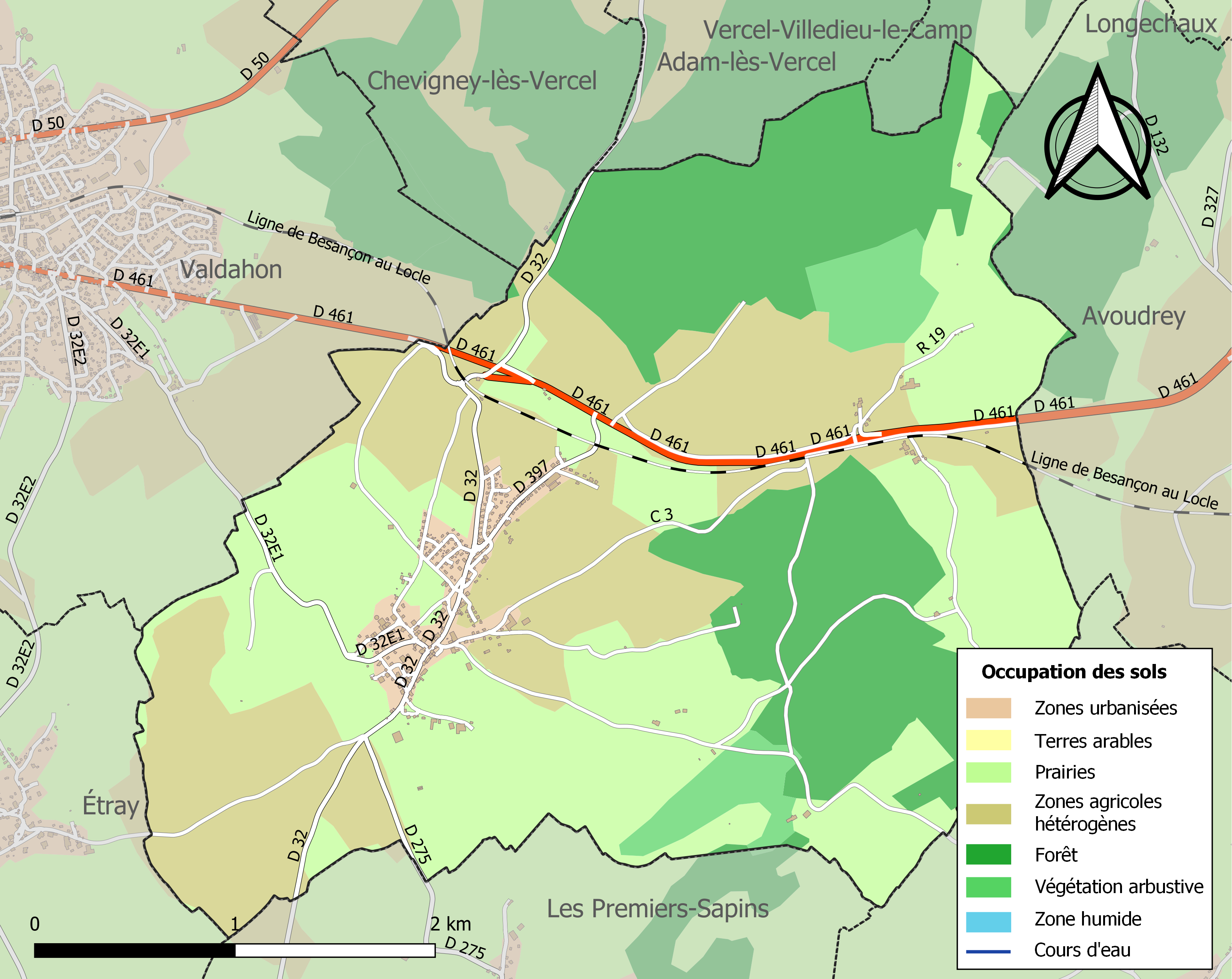
Carte des infrastructures et de l'occupation des sols de la commune en 2018 (CLC).

## Histoire
Au XIe siècle, une famille nommée Cicon décide un défrichement de la zone de l'actuel village d'Épenoy. À la fin du XIIe siècle, une famille nommée Espenoy est citée et réside dans un manoir. Ces derniers sont gouverneurs pour le comté de Bourgogne. Au début du XVIIe siècle, la population s'exile en raison de la guerre. En 1840, une nouvelle école est mise en service, ainsi qu'une église.

## Héraldique
| Blason de Épenoy | Blason  | De gueules aux trois croissants d’argent.        |
| Blason de Épenoy | Détails | Le statut officiel du blason reste à déterminer. |

## Politique et administration
| Période                                  | Période   | Identité             | Étiquette | Qualité     |
| ---------------------------------------- | --------- | -------------------- | --------- | ----------- |
| mars 1981                                | mars 1995 | Jean-claude Bonnefon |           |             |
| mars 1995                                | mars 2001 | Gilbert Vaucher      |           |             |
| mars 2001                                | 2020      | Jean Bouveresse      | DVD       | Agriculteur |
| mai 2020                                 | En cours  | Dominique Drezet     |           |             |
| Les données manquantes sont à compléter. |           |                      |           |             |

## Démographie
L'évolution du nombre d'habitants est connue à travers les recensements de la population effectués dans la commune depuis 1793. Pour les communes de moins de 10 000 habitants, une enquête de recensement portant sur toute la population est réalisée tous les cinq ans, les populations de référence des années intermédiaires étant quant à elles estimées par interpolation ou extrapolation. Pour la commune, le premier recensement exhaustif entrant dans le cadre du nouveau dispositif a été réalisé en 2005.

En 2022, la commune comptait 643 habitants, en évolution de +1,9 % par rapport à 2016 (Doubs : +1,88 %, France hors Mayotte : +2,11 %).
| 1793 | 1800 | 1806 | 1821 | 1831 | 1836 | 1841 | 1846 | 1851 |
| ---- | ---- | ---- | ---- | ---- | ---- | ---- | ---- | ---- |
| 395  | 352  | 379  | 389  | 398  | 502  | 452  | 466  | 487  |

| 1856 | 1861 | 1866 | 1872 | 1876 | 1881 | 1886 | 1891 | 1896 |
| ---- | ---- | ---- | ---- | ---- | ---- | ---- | ---- | ---- |
| 438  | 427  | 478  | 473  | 430  | 517  | 519  | 472  | 472  |

| 1901 | 1906 | 1911 | 1921 | 1926 | 1931 | 1936 | 1946 | 1954 |
| ---- | ---- | ---- | ---- | ---- | ---- | ---- | ---- | ---- |
| 460  | 467  | 430  | 462  | 411  | 410  | 382  | 342  | 360  |

| 1962 | 1968 | 1975 | 1982 | 1990 | 1999 | 2005 | 2006 | 2010 |
| ---- | ---- | ---- | ---- | ---- | ---- | ---- | ---- | ---- |
| 396  | 428  | 414  | 426  | 407  | 458  | 539  | 546  | 579  |

| 2015 | 2020 | 2022 | - | - | - | - | - | - |
| ---- | ---- | ---- | - | - | - | - | - | - |
| 631  | 637  | 643  | - | - | - | - | - | - |

## Lieux et monuments
- L'église d'Épenoy, (XIXe siècle), au clocher comtois traditionnel, a pour particularité son dépouillement et ses vitraux modernes (1955-1960) créés par le peintre René Dürrbach sur la commande de l'abbé Gigon.
- Les fontaines.

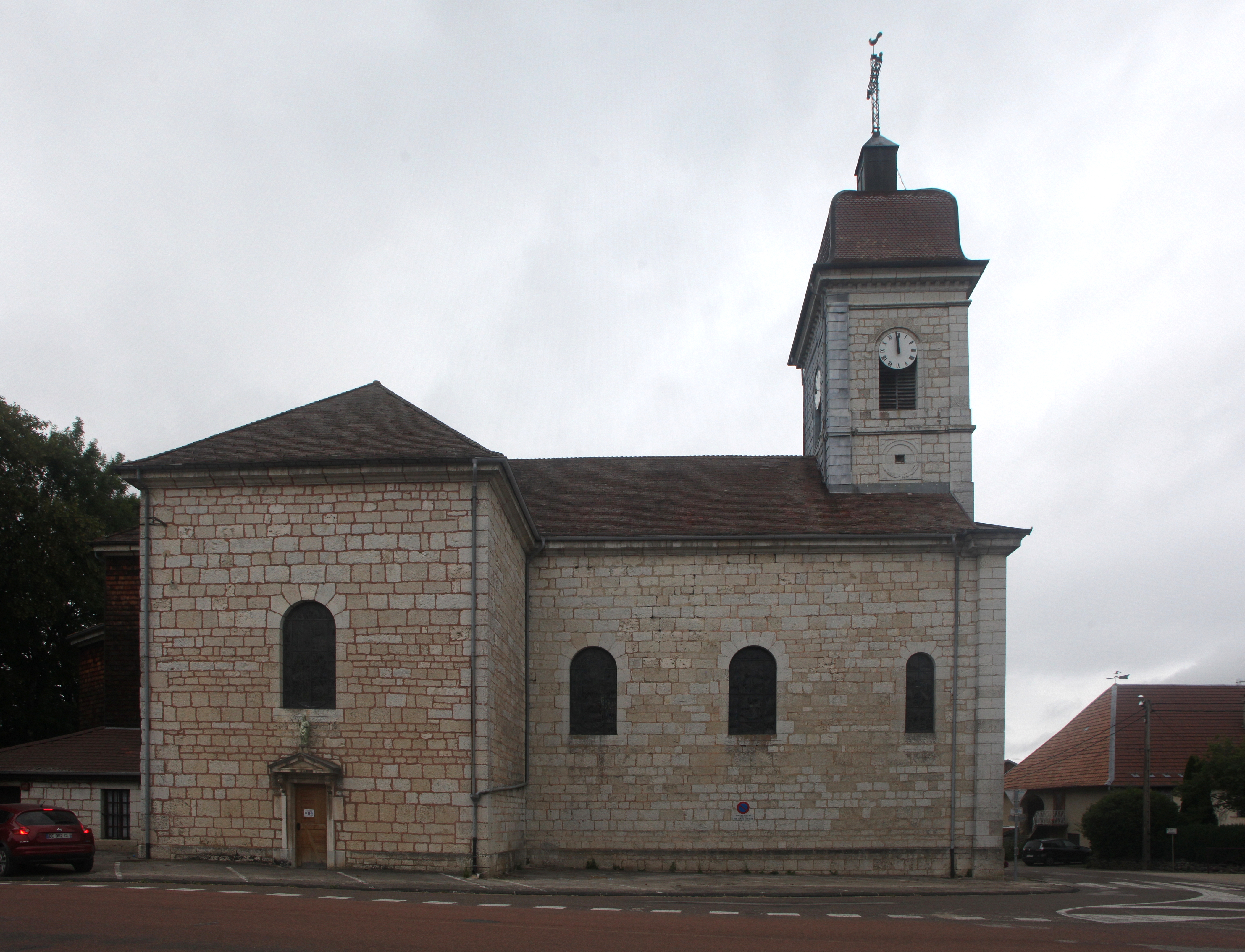
Église.
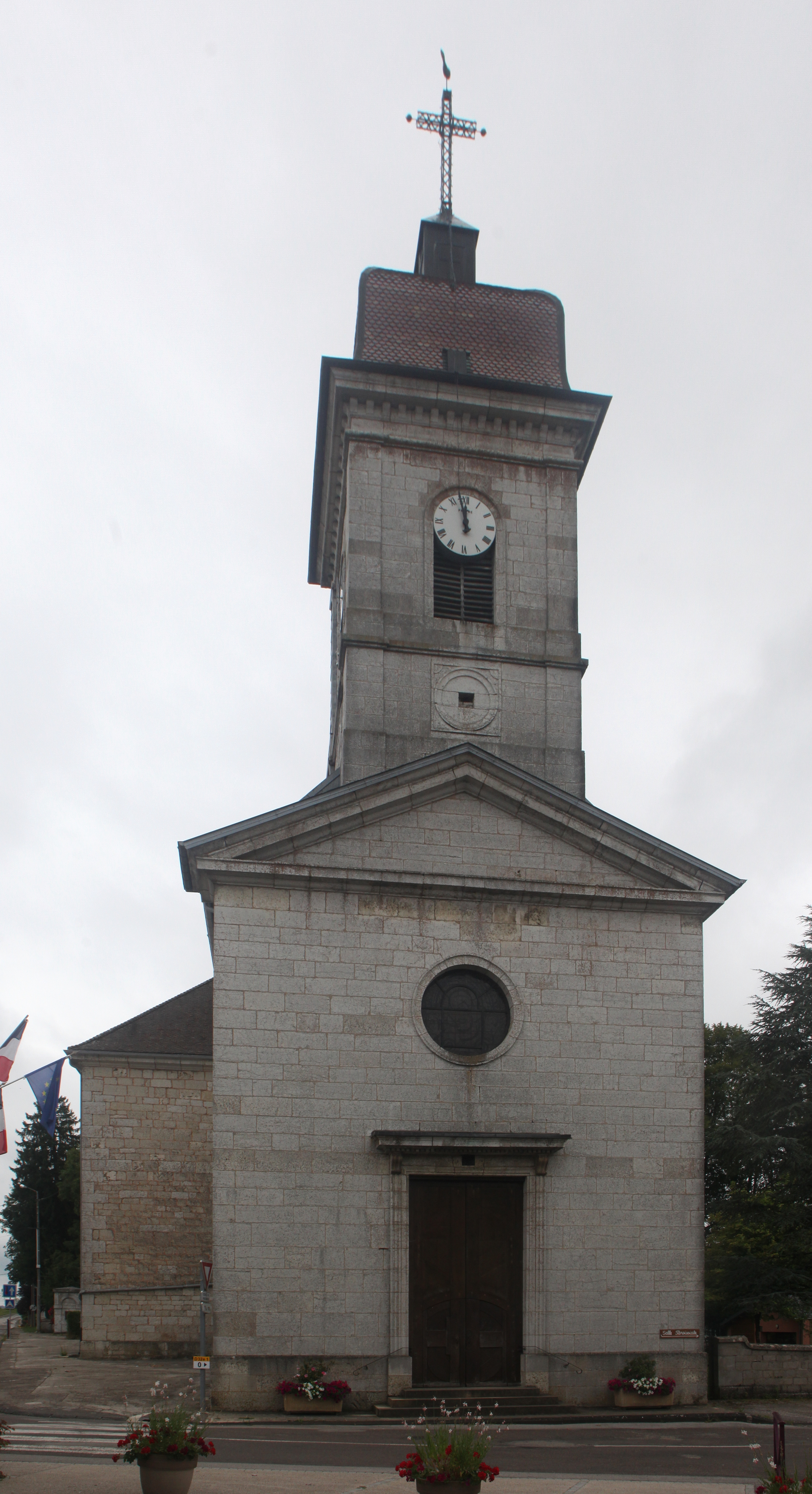
Église.
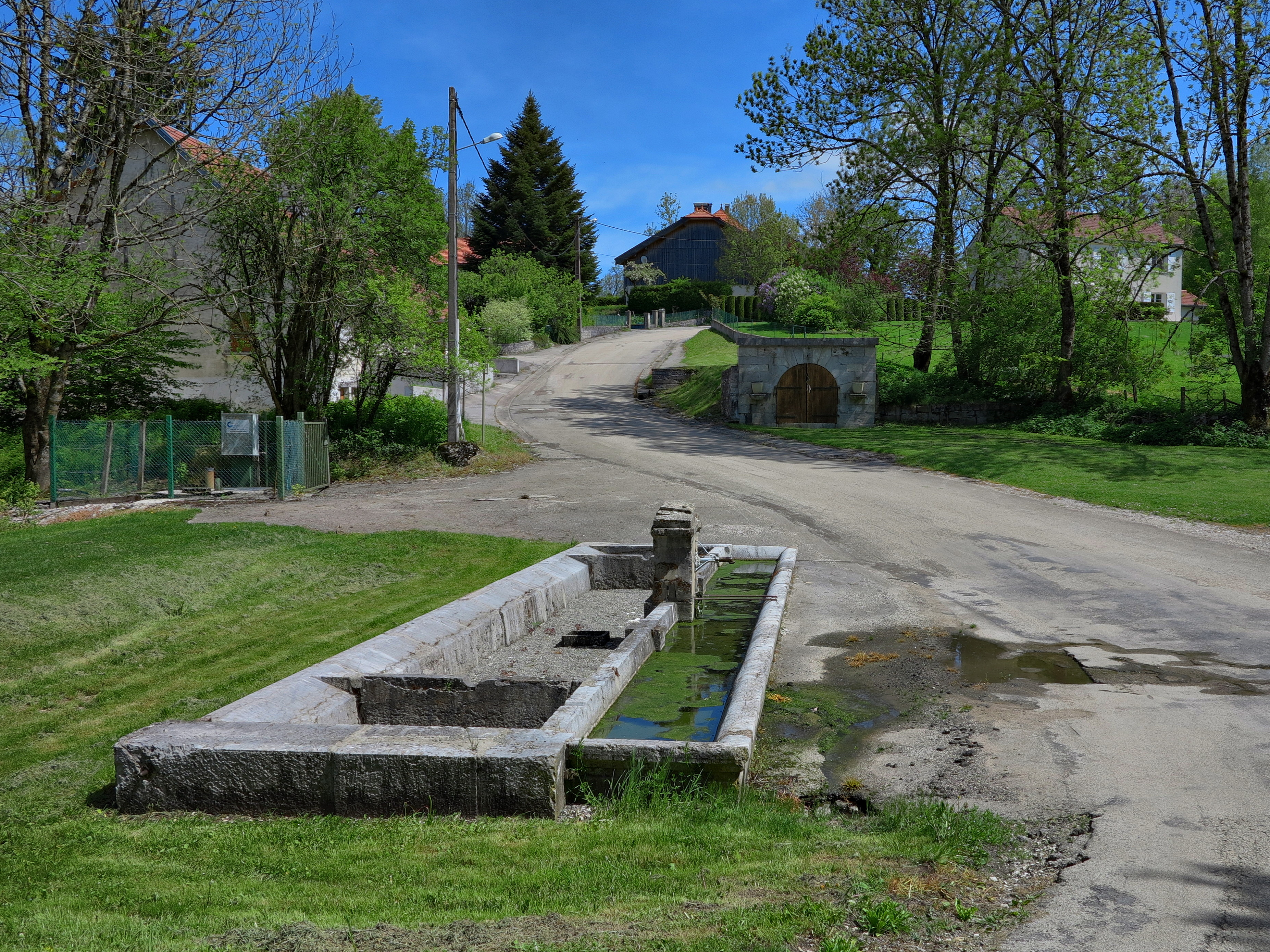
Fontaine-lavoir-abreuvoir.
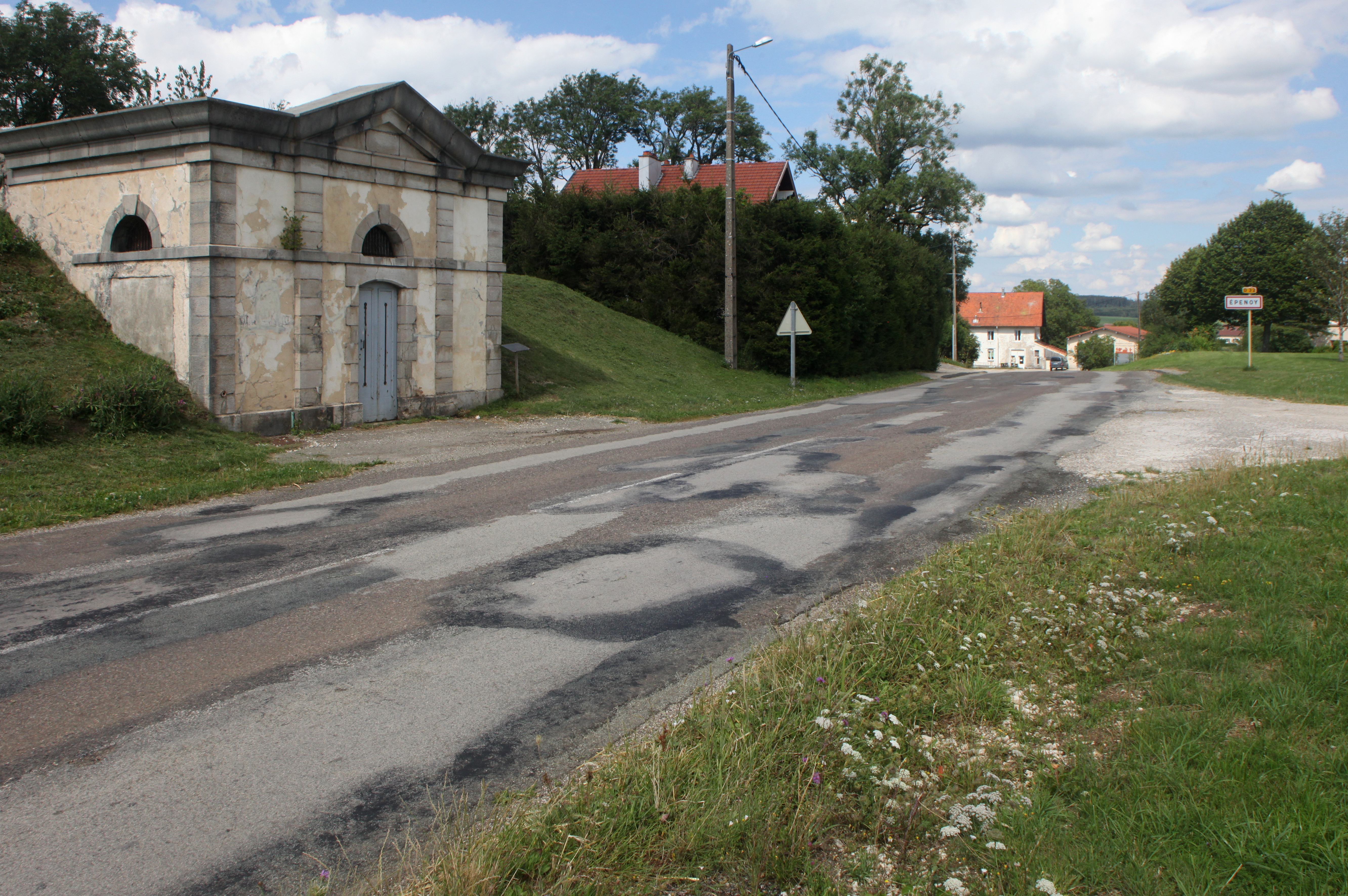
Entrée du village.
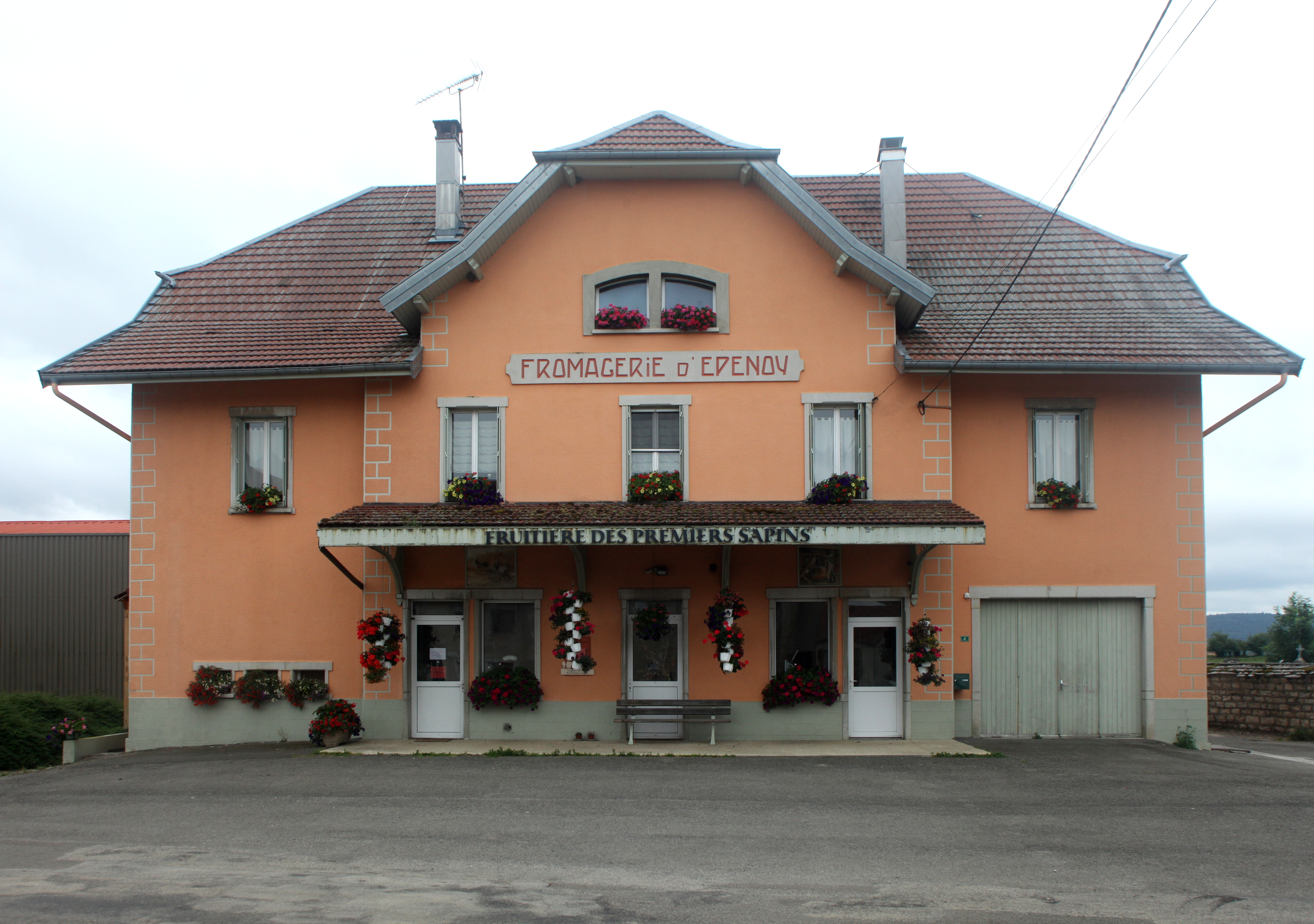
Fruitière.

### Personnalités liées à la commune
- Grégory Epenoy, artiste
- l'abbé Bernard Bouveresse, grand Résistant.
- l'abbé Alfred Bouveresse, historien régional et toponymiste.
- Jacques Bouveresse, professeur de philosophie au Collège de France.
- Renée Bouveresse, philosophe et psychologue.